# Hudlös himmel
Hudlös himmel (originaltitel: Hudløs himmel) är en roman från 1986 av den norska författaren Herbjørg Wassmo. Boken är den tredje och sista i trilogin med huvudpersonen Tora. Den första delen är Huset med den blinda glasverandan (1981) och den andra delen är Det stumma rummet (1983). Romanen vann Nordiska rådets litteraturpris 1987.